# Cygnus Air
Cygnus Air is een Spaanse luchtvrachtmaatschappij met thuisbasis in Madrid.

## Geschiedenis
Cygnus Air werd opgericht in 1994 als Regional Lineas Aereas door de Gestair groep. In hetzelfde jaar werd de naam gewijzigd in Cygnus Air.

## Vloot
De vloot van Cygnus Air bestaat uit:(2008)
- 1 Douglas DC-8-73F
- 2 Boeing B757-200PCF